# Богонг
Богонг (англ. Mount Bogong) — найвища точка австралійського штату Вікторія, розташована в Австралійських Альпах.

## Географія
Гора розташована на території Альпійського національного парку, в Австралійських Альпах, які є частиною Великого вододільного хребта, близько 240 км на північний-схід від Мельбурна. Висота над рівнем моря становить 1986 м. З півдня, гірський масив відокремлений від високогір'я Богонг річкою Біг.
Нижні схили гори до відмітки 1300 м покриті лісами, в яких переважно ростуть евкаліпти. На висоті 1300–1800 м теж ростуть переважно евкаліптові ліси. Вище 1800 м ростуть переважно кущі та низькорослі трави.
Біля підніжжя гори проживали представники австралійських аборигенів, для яких гора мала важливе культурне та релігійне значення. Першим європейцем, що здійснив сходження на гору, став Фердинанд Мюллер. У наш час Богонг є популярним центром зимових видів спорту.